# Gonypetyllis micra
Gonypetyllis micra är en bönsyrseart som först beskrevs av Liana 2009.  Gonypetyllis micra ingår i släktet Gonypetyllis och familjen Mantidae. Inga underarter finns listade i Catalogue of Life.